# Bridas
Bridas (también conocida como Bridas Corporation) es un holding independiente de petróleo y gas con sede en Argentina. Desde marzo de 2010 es propiedad al 50% de la compañía petrolera China National Offshore Oil Corporation.

## Operaciones
Bridas Corporation fue fundada por la familia Bulgheroni en 1948, y creció hasta convertirse en la segunda productora más importante de combustibles fósiles en Argentina (después de la estatal YPF), con una producción de cerca de 78 millones de barriles de petróleo en 2004. Bridas se ha enfocado en el Cono Sur de Sudamérica y Asia Central. Sus actividades incluyen cuatro áreas principales de operaciones: 
- Exploración y desarrollo de reservas de petróleo y gas y producción de los mismos;
- Comercialización y transporte de petróleo, gas y productos petrolíferos;
- Recolección, tratamiento, procesamiento y distribución de gas y generación de energía;
- Servicios de perforación y pozos.[3]

## Gasoducto en Afganistán
Bridas comenzó a expandirse en el sector energético de Asia Central en 1987 y obtuvo su primer contrato a gran escala (derechos de exploración de gas en Turkmenistán) en 1992. Entre 1995 y 1997, el CEO Carlos Bulgheroni participó personalmente en las negociaciones entre Bridas y los gobiernos de Pakistán y Turkmenistán, así como la facción gobernante talibán en Afganistán, para construir el Gasoducto Trans-Afgano. Estas negociaciones competían con las de Unocal, y aunque se llegó a un acuerdo con la corporación CentGas, el acuerdo se cambió en enero de 1998 a favor de Bridas. La inestabilidad en Afganistán retrasó la construcción del oleoducto. En 2006, Bulgheroni manifestó su interés en el proyecto del oleoducto Trans-Afgano, que siguió viéndose obstaculizado por los problemas bélicos en la nación asiática.

## Pan American Energy
En 1997, Bridas y Amoco (hoy en día BP) establecieron una empresa conjunta llamada Pan American Energy. La participación de BP es del 60% y la de Bridas es del 40%. El 28 de noviembre de 2010 se anunció que Bridas adquiriría la participación de BP por 7,060 millones de dólares. Sin embargo, en 2011 se canceló el acuerdo. En septiembre de 2017, BP y Bridas acordaron fusionar sus intereses en Pan American Energy y Axion Energy para formar el Grupo Pan American Energy de propiedad conjunta.